# La Foi et la Montagne
La Foi et la Montagne est un roman de Jean Anglade publié en 1961 aux éditions Robert Laffont et ayant reçu le prix des Libraires l'année suivante.

## Éditions
- La Foi et la Montagne, éditions Robert Laffont, 1961.